# Алуксненский край
А́луксненский край (латыш. Alūksnes novads; латг. Olyuksnys nūvods) — административно-территориальная единица на северо-востоке Латвии, в регионе Видземе. Край состоит из 15 волостей и города Алуксне, который является центром края. Граничит со Смилтенским, Гулбенским, Балвским краями, с Псковской областью России и с уездом Вырумаа Эстонии. Площадь края — 1699,8 км².

## История
Край был образован 1 июля 2009 года из большей части упразднённого Алуксненского района (из остальной части района был создан Апский край). В ходе административно-территориальной реформы Латвии 2021 года территория края не изменилась.

## Население
По состоянию на 2020 год по данным центрального статистического управления численность населения края составляла 13 895 человек. По состоянию на 2020 год доля населения старше 65 лет в структуре населения края составляла 22% населения (3 057 человек), а доля населения младше 14 лет составляла 14,4% (2 001 человек).
На 1 января 2010 года население составило 19 358 человек (14 января 2009 года — 19 558).

### Национальный состав
Национальный состав населения Алуксненского края на 1 января 2010 года распределён таким образом:
| Национальность | Численность, чел. (2010) | %       |
| -------------- | ------------------------ | ------- |
| Латыши         | 15826                    | 81,75 % |
| Русские        | 2738                     | 14,14 % |
| Украинцы       | 245                      | 1,27 %  |
| Другие         | 549                      | 2,84 %  |

Национальный состав населения края по итогам переписи населения Латвии 2011 года распределён таким образом:
| Национальность | Численность, чел. (2011) | %        |
| -------------- | ------------------------ | -------- |
| Латыши         | 14 374                   | 83,68 %  |
| Русские        | 2198                     | 12,80 %  |
| Белорусы       | 79                       | 0,46 %   |
| Украинцы       | 181                      | 1,05 %   |
| Поляки         | 39                       | 0,23 %   |
| Литовцы        | 40                       | 0,23 %   |
| Другие         | 266                      | 1,55 %   |
| всего          | 17 177                   | 100,00 % |

## Территориальное деление
- Алсвикская волость (латыш. Alsviķu pagasts)
- город Алуксне (латыш. Alūksnes pilsēta)
- Аннинская волость (латыш. Annas pagasts)
- Вецлайценская волость (латыш. Veclaicenes pagasts)
- Зелтинская волость (латыш. Zeltiņu pagasts)
- Зиемерская волость (латыш. Ziemeru pagasts)
- Илзенская волость (латыш. Ilzenes pagasts)
- Калнцемпская волость (латыш. Kalncempju pagasts)
- Лиепнинская волость (латыш. Liepnas pagasts)
- Малиенская волость (латыш. Malienas pagasts)
- Малупская волость (латыш. Mālupes pagasts)
- Маркалненская волость (латыш. Mārkalnes pagasts)
- Педедзенская волость (латыш. Pededzes pagasts)
- Яуналуксненская волость (латыш. Jaunalūksnes pagasts)
- Яунаннинская волость (латыш. Jaunannas pagasts)
- Яунлайценская волость (латыш. Jaunlaicenes pagasts)